# 圣卢布埃
圣卢布埃（法語：Saint-Loubouer，法語發音：[sɛ̃ lubwe]）是法国朗德省的一个市镇，属于蒙德马桑区。

## 地理
圣卢布埃（43°40'37"N, 0°25'12"W）面积16.95 平方千米，位于法国新阿基坦大区朗德省，该省份为法国西南部沿海省份，是法國本土面积第二大的省，北起吉倫特省，西临大西洋，南至大西洋比利牛斯省，东临热尔省，东北与洛特-加龍省接壤。
与圣卢布埃接壤的市镇（或旧市镇、城区）包括：巴于斯苏比朗、比阿讷、卡斯泰尔诺蒂尔桑、克拉桑、厄热尼莱班、法尔格、于尔贡、维耶勒蒂尔桑。
圣卢布埃的时区为UTC+01:00、UTC+02:00（夏令时）。

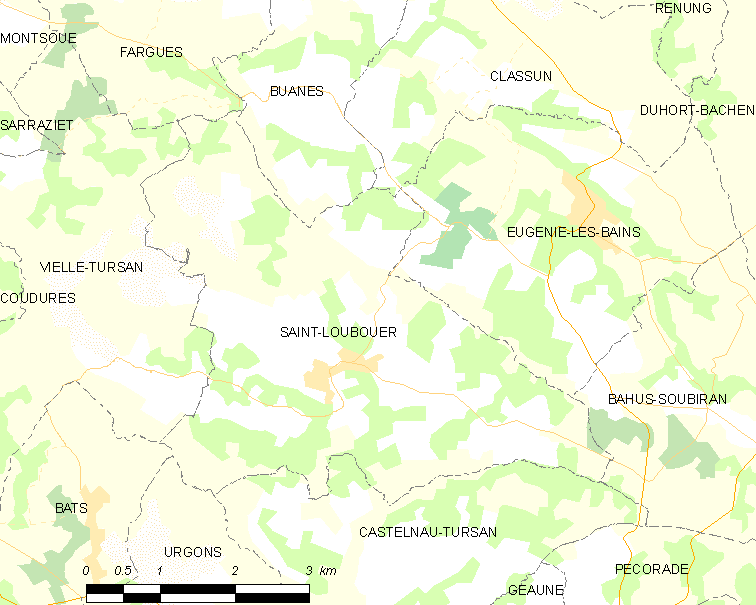
圣卢布埃的OSM定位图

## 行政
圣卢布埃的邮政编码为40320，INSEE市镇编码为40270。

## 政治
圣卢布埃所属的省级选区为阿杜尔-阿马尼亚克县。

## 人口

1962-2008年间圣卢布埃人口变化图示

圣卢布埃于2022年1月1日时的人口数量为441人。